# Liquatie
Liquatie is een metallurgisch proces om metalen van elkaar te scheiden vanuit een erts of een legering op basis van hun verschillend smeltpunt.

## Geschiedenis
De eerste vermelding van liquatie was in Neurenberg in 1453. Het kopererts bevatte er veel zilver. Georgius Agricola beschreef het proces in 1556 in zijn werk  De re metallica. In de 19e eeuw werd het proces verdrongen door de meer efficiënte processen als sulfateren en later elektrolyse.

## Proces
Het zilverrijke kopererts met minstens 0,3 % zilver werd eerst gesmolten met toegift van drie keer de massa aan lood. Zilver vertoont een grotere affiniteit voor lood dan koper. Het zilver zonk daarbij naar de bodem. De koperrijke toplaag werd afgetapt en stolde tot vlakbolle ingots van 7 cm dik en 60 cm diameter, rond 150 kg.
De ingots werden verhit in een houtvuur boven het smeltpunt van lood 327°C, maar onder het smeltpunt van koper 1084°C, zodat het lood met het zilver smelten en afvloeien.
De ingots werden afgedekt met houtskool en het vuur werd met zo weinig mogelijk lucht gestookt, om oxidatie van lood te voorkomen.
Het oudere en meer eenvoudige proces van cupellatie volstond om het zilver van het lood te scheiden.

## Efficiëntie
In het Lautenthal, Altenau en Sint-Andreasberg in het Harzgebergte ging tussen 1857 en 1860 25% van het zilver verloren, 25% van het lood en 9% van het koper. Er moest dus voortdurend lood aangevoerd worden.